# Э
Das Э (kleingeschrieben э) ist ein Buchstabe des kyrillischen Alphabets. Er entstand ursprünglich aus einer Spiegelung des Buchstabens Є. 
Im heutigen russischen Alphabet wird das Э wie das deutsche Ä (IPA: /⁠ɛ⁠/) ausgesprochen. Abgesehen vom russischen Demonstrativpronomen этот sowie abgeleiteten Formen gibt es kaum Wörter slawischen Ursprungs, die das Э benutzen. Der Buchstabe findet jedoch häufig in Lehn- und Fremdwörtern Verwendung. In der belarussischen Sprache steht der Buchstabe ebenfalls den Laut /⁠ɛ⁠/, ist dort allerdings deutlich verbreiteter als im Russischen, da der Buchstabe Е (anders als im Russischen) ausschließlich den Laut „Je“ (IPA: /⁠jɛ⁠/ bzw. /⁠ʲɛ⁠/) repräsentiert.

## Zeichenkodierung
| Standard  | Standard    | Majuskel Э                | Minuskel э              |
| --------- | ----------- | ------------------------- | ----------------------- |
| Unicode   | Codepoint   | U+042D                    | U+044D                  |
| Unicode   | Name        | CYRILLIC CAPITAL LETTER E | CYRILLIC SMALL LETTER E |
| UTF-8     | UTF-8       | D0 AD                     | D1 8D                   |
| XML/XHTML | dezimal     | &#1069;                   | &#1101;                 |
| XML/XHTML | hexadezimal | &#x042D;                  | &#x044D;                |